# Olympische Sommerspiele 2000/Leichtathletik – 100 m (Frauen)

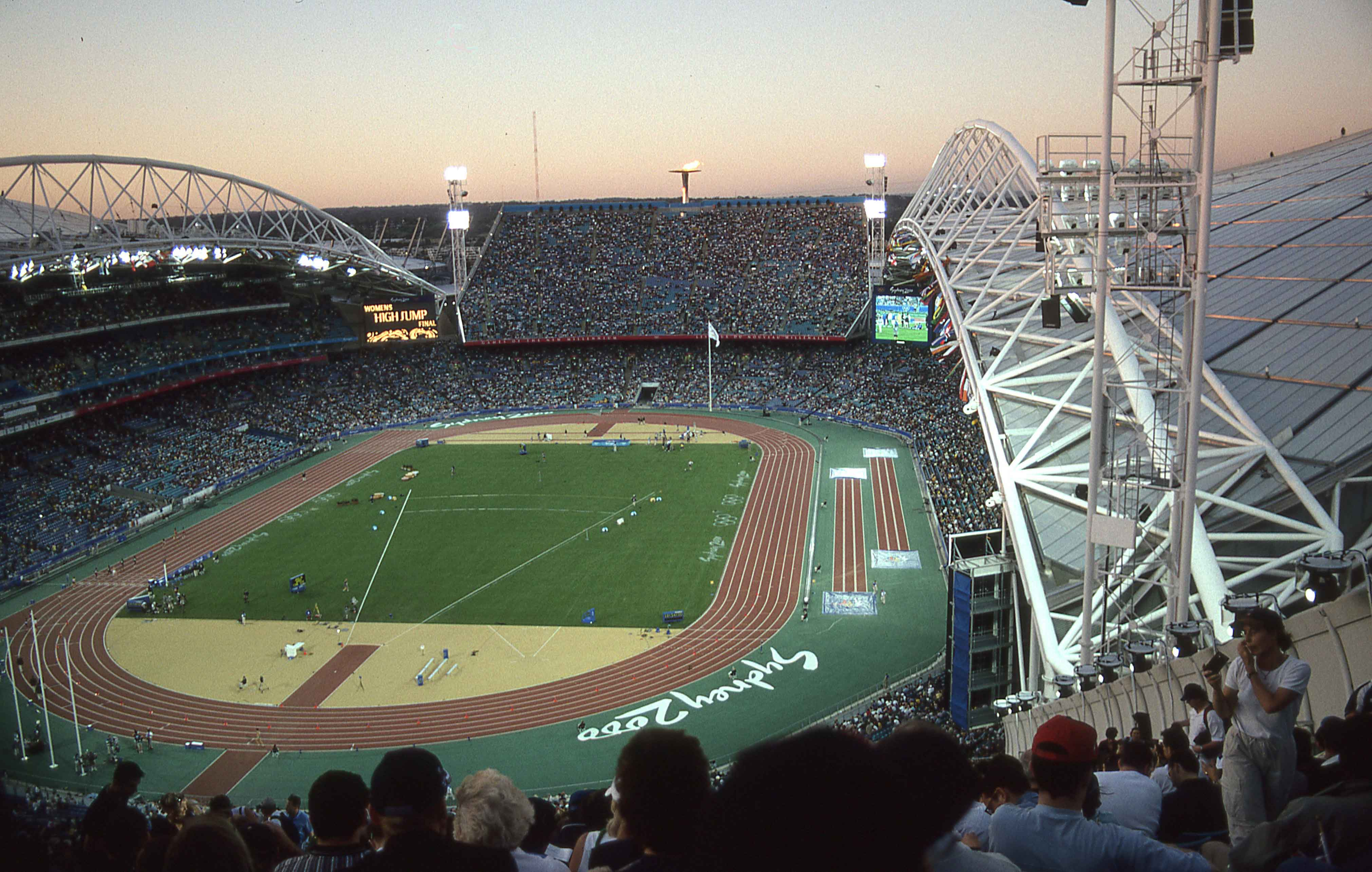
Das frühere ANZ Stadium von Sydney während der Olympischen Spiele 2000

Der 100-Meter-Lauf der Frauen bei den Olympischen Spielen 2000 in Sydney wurde am 22. und 23. September 2000 im Stadium Australia ausgetragen. 83 Athletinnen nahmen teil.
Die US-Amerikanerin Marion Jones hatte das Finalrennen gewonnen. Wegen Dopings wurde ihr 2007 vom IOC der Olympiasieg aberkannt. Da die zweitplatzierte Griechin Ekaterini Thanou ebenfalls unter Dopingverdacht stand, wurde sie nicht zur neuen Olympiasiegerin von 2000 gekürt. Das IOC wertete die zunächst drittplatzierte Tayna Lawrence aus Jamaika als zweite Silbermedaillengewinnerin. Deren zunächst viertplatzierte Landsfrau Merlene Ottey erhielt die Bronzemedaille.
Die Schweizerin Mireille Donders und die Österreicherin Karin Mayr scheiterten in der Vorrunde.

Athletinnen aus Deutschland und Liechtenstein nahmen nicht teil.

## Aktuelle Titelträgerinnen
| Olympiasiegerin 1996                      | Gail Devers ( USA)                 | 10,94 s | Atlanta 1996    |
| Weltmeisterin 1999                        | Marion Jones ( USA)                | 10,70 s | Sevilla 1999    |
| Europameisterin 1998                      | Christine Arron ( Frankreich)      | 10,73 s | Budapest 1998   |
| Panamerikanische Meisterin 1999           | Chandra Sturrup ( Bahamas)         | 11,10 s | Winnipeg 1999   |
| Zentralamerika und Karibik-Meisterin 1999 | Katia Benth ( Französisch-Guayana) | 11,47 s | Bridgetown 1999 |
| Südamerika-Meisterin 1999                 | Lucimar de Moura ( Brasilien)      | 11,17 s | Bogotá 1999     |
| Asienmeisterin 2000                       | Lyubov Perepelova ( Usbekistan)    | 11,31 s | Jakarta 2000    |
| Afrikameisterin 2000                      | Myriam Léonie Mani ( Kamerun)      | 11,21 s | Algier 2000     |
| Ozeanienmeisterin 2000                    | Litiana Miller ( Fidschi)          | 12,03 s | Adelaide 2000   |

## Rekorde

### Bestehende Rekorde
| Weltrekord         | 10,49 s | Florence Griffith-Joyner ( USA) | Indianapolis, USA                | 16. Juli 1988      |
| Olympischer Rekord | 10,62 s | Florence Griffith-Joyner ( USA) | Viertelfinale OS Seoul, Südkorea | 24. September 1988 |

Der bestehende olympische Rekord wurde bei diesen Spielen nicht erreicht. Die schnellste Zeit erzielte die spätere Olympiazweite Ekaterini Thanou aus Griechenland mit 10,99 s im zweiten Viertelfinale am 22. September bei einem Rückenwind von 1,0 m/s. Den olympischen Rekord verfehlte sie dabei um 37 Hundertstelsekunden. Zum Weltrekord fehlten ihr genau fünf Zehntelsekunden.

### Rekordverbesserungen
Es wurden vier neue Landesrekorde aufgestellt:
- 12,66 s – Peoria Koshiba (Palau), zweiter Vorlauf bei einem Gegenwind von 0,2 m/s
- 12,51 s – Akonga Nsimbo (Demokratische Republik Kongo), siebter Vorlauf bei einem Gegenwind von 1,5 m/s
- 11,18 s – Vida Nsiah (Ghana), zehnter Vorlauf bei einem Rückenwind von 0,3 m/s
- 11,65 s – Kadiatou Camara (Mali), zehnter Vorlauf bei einem Rückenwind von 0,3 m/s

## Doping
2007 gestand die schon längere Zeit unter Dopingverdacht stehende US-Amerikanerin Marion Jones die Einnahme von Tetrahydrogestrinon (THG). Kurze Zeit später räumte sie ein, während der Spiele von Sydney gedopt gewesen zu sein. Im Oktober 2007 gab sie ihre hier gewonnenen Medaillen – Gold über 100-, 200 Meter und mit der 4-mal-400-Meter-Staffel sowie Bronze mit der 4-mal-100-Meter-Staffel und im Weitsprung – zurück. Am 23. November 2007 wurde sie durch den Weltleichtathletikverband IAAF für zwei Jahre gesperrt. Gleichzeitig wurden ihre Ergebnisse rückwirkend zum 1. September 2000 annulliert.
Das IOC entschied, die vakante Goldmedaille nicht an die zweitplatzierte Griechin Ekaterini Thanou weiterzugeben. Wie Jones stand auch Thanou unter Dopingverdacht, ihr wurde die Silbermedaille jedoch überlassen. Tayna Lawrence und Merlene Ottey, beide aus Jamaika, rückten dafür jeweils einen Platz auf. Lawrence erhielt ebenso wie Thanou nachträglich eine Silber-, Ottey eine Bronzemedaille.
Leidtragende waren in erster Linie vier Athletinnen.
- Drei Teilnehmerinnen, denen ihre eigentlich zustehende Teilnahme an der jeweils nächsten Runde versagt blieb:
  - Marina Trandenkowa, Russland – über ihre Platzierung eigentlich für das Viertelfinale qualifiziert
  - Torri Edwards, USA – über ihre Platzierung eigentlich für das Halbfinale qualifiziert
  - Chryste Gaines, USA – über ihre Platzierung eigentlich für das Finale qualifiziert
- Eine Teilnehmerin, die viele Jahre auf ihre Medaille warten musste:
  - Merlene Ottey, Jamaika – ein um Jahre verspäteter Erhalt der Bronzemedaille, darüber hinaus keine Teilnahme an der Siegerehrung

## Vorrunde
Insgesamt wurden zehn Vorläufe absolviert. Für das Viertelfinale qualifizierten sich pro Lauf die ersten drei Athletinnen. Darüber hinaus kamen die zwei Zeitschnellsten, die sogenannten Lucky Loser, weiter. Die direkt qualifizierten Läuferinnen sind hellblau, die Lucky Loser hellgrün unterlegt.
Anmerkung: Alle Zeitangaben sind auf Ortszeit Sydney (UTC+10) bezogen.

### Vorlauf 1
22. September 2000, 13:05 Uhr
Wind: +0,9 m/s
| Platz | Name                    | Nation              | Zeit (s) |
| ----- | ----------------------- | ------------------- | -------- |
| 1     | Sevatheda Fynes         | Bahamas             | 11,18    |
| 2     | Myriam Léonie Mani      | Kamerun             | 11,24    |
| 3     | Valma Bass              | St. Kitts und Nevis | 11,45    |
| 4     | Karin Mayr              | Österreich          | 11,50    |
| 5     | Joice Maduaka           | Großbritannien      | 11,51    |
| 6     | Martha Adusei           | Kanada              | 11,82    |
| 7     | Mari Paz Mosana Motanga | Äquatorialguinea    | 12,91    |
| 8     | Isménia do Frederico    | Kap Verde           | 12,99    |

### Vorlauf 2

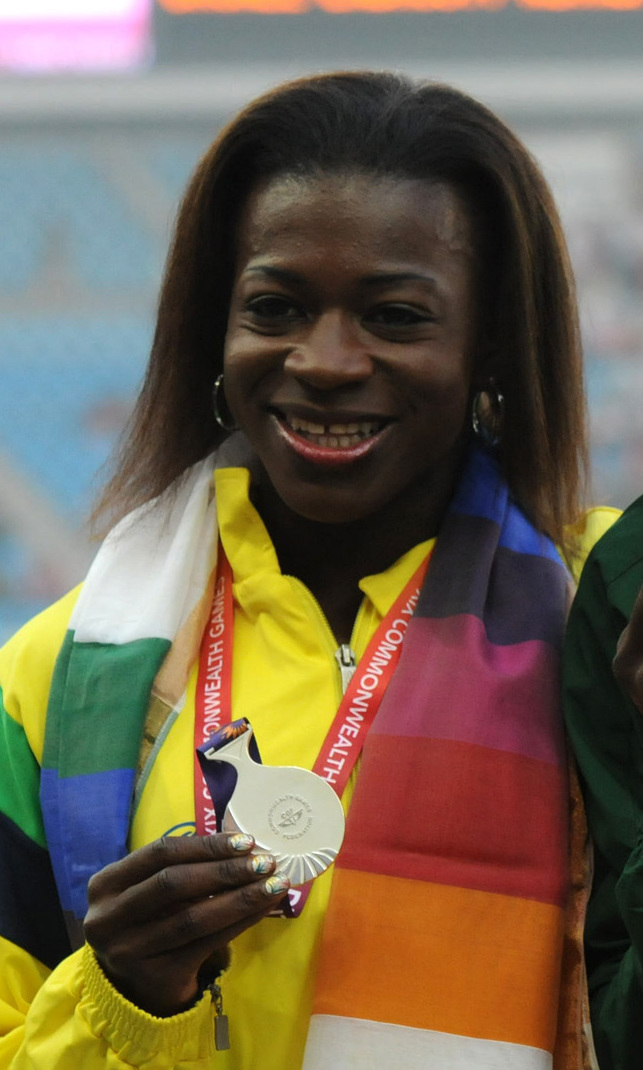
Natasha Mayers – ausgeschieden als Vierte des zweiten Vorlaufs

22. September 2000, 13:11 Uhr
Wind: −0,2 m/s
| Platz | Name              | Nation                         | Zeit (s) | Anmerkung |
| ----- | ----------------- | ------------------------------ | -------- | --------- |
| 1     | Christine Arron   | Frankreich                     | 11,42    |           |
| 2     | Lyubov Perepelova | Usbekistan                     | 11,48    |           |
| 3     | Sarah Reilly      | Irland                         | 11,56    |           |
| 4     | Natasha Mayers    | St. Vincent und die Grenadinen | 11,61    |           |
| 5     | Aminata Diouf     | Senegal                        | 11,65    |           |
| 6     | Fana Ashby        | Trinidad und Tobago            | 11,85    |           |
| 7     | Peoria Koshiba    | Palau                          | 12,66    | NR        |
| 8     | Jenny Keni        | Salomonen                      | 13,01    |           |

### Vorlauf 3
22. September 2000, 13:17 Uhr
Wind: −2,0 m/s
| Platz | Name               | Nation              | Zeit (s) |
| ----- | ------------------ | ------------------- | -------- |
| 1     | Schanna Block      | Ukraine             | 11,27    |
| 2     | Beverly McDonald   | Jamaika             | 11,36    |
| 3     | Joan Ekah          | Nigeria             | 11,60    |
| 4     | Ayanna Hutchinson  | Trinidad und Tobago | 11,78    |
| 5     | Lerma Gabito       | Philippinen         | 12,08    |
| 6     | Vukosava Đapić     | BR Jugoslawien      | 12,12    |
| 7     | Emma Wade          | Belize              | 12,25    |
| 8     | Luz Marina Geerman | Aruba               | 12,96    |

### Vorlauf 4
22. September 2000, 13:23 Uhr
Wind: +0,4 m/s
Regina Shotaro war die erste Leichtathletin, die für Mikronesien an Olympischen Spielen teilnahm.
| Platz | Name                  | Nation                             | Zeit (s) |
| ----- | --------------------- | ---------------------------------- | -------- |
| 1     | Susanthika Jayasinghe | Sri Lanka                          | 11,15    |
| 2     | Anschela Krawtschenko | Ukraine                            | 11,35    |
| 3     | Mary Onyali-Omagbemi  | Nigeria                            | 11,36    |
| 4     | Lauren Hewitt         | Australien                         | 11,42    |
| 5     | Mireille Donders      | Schweiz                            | 11,63    |
| 6     | Heidi Hannula         | Finnland                           | 11,68    |
| 7     | Lina Bejjani          | Libanon                            | 12,98    |
| 8     | Regina Shotaro        | Föderierte Staaten von Mikronesien | 13,69    |

### Vorlauf 5
22. September 2000, 13:29 Uhr
Wind: −0,8 m/s
| Platz | Name                       | Nation              | Zeit (s) |
| ----- | -------------------------- | ------------------- | -------- |
| 1     | Ekaterini Thanou           | Griechenland        | 11,10    |
| 2     | Iryna Pucha                | Ukraine             | 11,41    |
| 3     | Hanitriniaina Rakotondrabé | Madagaskar          | 11,50    |
| 4     | Heather Samuel             | Antigua und Barbuda | 11,62    |
| 5     | Wiktorija Kowyrewa         | Kasachstan          | 11,72    |
| 6     | Devi Maya Paneru           | Nepal               | 12,74    |
| 7     | Foujia Huda                | Bangladesch         | 12,75    |
| 8     | Sylla M’Mah Touré          | Guinea              | 12,82    |

### Vorlauf 6
22. September 2000, 13:35 Uhr
Wind: −1,9 m/s
| Platz | Name               | Nation         | Zeit (s) | Anmerkung                                     |
| ----- | ------------------ | -------------- | -------- | --------------------------------------------- |
| 1     | Sandra Citte       | Frankreich     | 11,47    |                                               |
| 2     | Monica Twum        | Ghana          | 11,48    |                                               |
| 3     | Marina Trandenkowa | Russland       | 11,51    | eigentlich für das Viertelfinale qualifiziert |
| 4     | Shani Anderson     | Großbritannien | 11,55    |                                               |
| 5     | Ekundayo Williams  | Sierra Leone   | 12,19    |                                               |
| 6     | Laure Kuetey       | Benin          | 12,40    |                                               |
| 7     | Suzanne Spiteri    | Malta          | 12,57    |                                               |
| 8     | Shamha Ahmed       | Malediven      | 12,87    |                                               |
| DOP   | Marion Jones       | USA            | 11,20    | für das Viertelfinale zugelassen              |

### Vorlauf 7

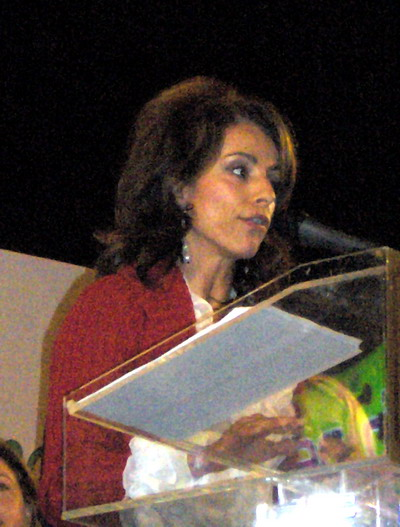
Paraskevi Patoulidou – ausgeschieden als Fünfte des siebten Vorlaufs

22. September 2000, 13:41 Uhr
Wind: −1,5 m/s
| Platz | Name                 | Nation                       | Zeit (s) | Anmerkung |
| ----- | -------------------- | ---------------------------- | -------- | --------- |
| 1     | Chandra Sturrup      | Bahamas                      | 11,31    |           |
| 2     | Mercy Nku            | Nigeria                      | 11,41    |           |
| 3     | Natalja Ignatowa     | Russland                     | 11,54    |           |
| 4     | Marcia Richardson    | Großbritannien               | 11,62    |           |
| 5     | Paraskevi Patoulidou | Griechenland                 | 11,65    |           |
| 6     | Joanna Hoareau       | Seychellen                   | 12,01    |           |
| 7     | Akonga Nsimbo        | Demokratische Republik Kongo | 12,51    | NR        |
| 8     | Tamara Schanidse     | Georgien                     | 12,56    |           |
| 9     | Fatou Dieng          | Mauretanien                  | 13,69    |           |

### Vorlauf 8
22. September 2000, 13:47 Uhr
Wind: −0,4 m/s
Mariam Al-Hilli war die erste Frau, die für Bahrain bei Olympischen Spielen teilnahm.
| Platz | Name                     | Nation                       | Zeit (s) |
| ----- | ------------------------ | ---------------------------- | -------- |
| 1     | Debbie Ferguson-McKenzie | Bahamas                      | 11,10    |
| 2     | Li Xuemei                | Volksrepublik China          | 11,25    |
| 3     | Torri Edwards            | USA                          | 11,34    |
| 4     | Cydonie Mothersille      | Cayman Islands               | 11,38    |
| 5     | Ameerah Bello            | Amerikanische Jungferninseln | 11,64    |
| 6     | Grace-Ann Dinkins        | Liberia                      | 11,79    |
| 7     | Mariam Al Hilli          | Bahrain                      | 13,98    |

### Vorlauf 9
22. September 2000, 13:53 Uhr
Wind: +0,1 m/s
| Platz | Name                     | Nation            | Zeit (s) |
| ----- | ------------------------ | ----------------- | -------- |
| 1     | Merlene Ottey            | Jamaika           | 11,24    |
| 2     | Petja Pendarewa          | Bulgarien         | 11,30    |
| 3     | Melinda Gainsford-Taylor | Australien        | 11,34    |
| 4     | Natalja Woronowa         | Russland          | 11,47    |
| 5     | Louise Ayétotché         | Elfenbeinküste    | 11,52    |
| 6     | Irene Truice Joseph      | Indonesien        | 11,93    |
| 7     | Chen Shu-chuan           | Chinesisch Taipeh | 12,22    |
| 8     | Sarah Tondé              | Burkina Faso      | 12,56    |
| 9     | Sandjema Batouli         | Komoren           | 13,58    |

### Vorlauf 10
22. September 2000, 13:59 Uhr
Wind: +0,3 m/s
| Platz | Name            | Nation              | Zeit (s) | Anmerkung |
| ----- | --------------- | ------------------- | -------- | --------- |
| 1     | Chryste Gaines  | USA                 | 11,06    |           |
| 2     | Tayna Lawrence  | Jamaika             | 11,14    |           |
| 3     | Vida Nsiah      | Ghana               | 11,18    | NR        |
| 4     | Esi Benyarku    | Kanada              | 11,55    |           |
| 5     | Zeng Xiujun     | Volksrepublik China | 11,63    |           |
| 6     | Kadiatou Camara | Mali                | 11,65    | NR        |
| 7     | Joanne Durant   | Barbados            | 11,82    |           |
| 8     | Chan Than Ouk   | Kambodscha          | 14,13    |           |

## Viertelfinale
In den vier Viertelfinalläufen qualifizierten sich pro Lauf die ersten vier Athletinnen für das Halbfinale (hellblau unterlegt).

### Lauf 1

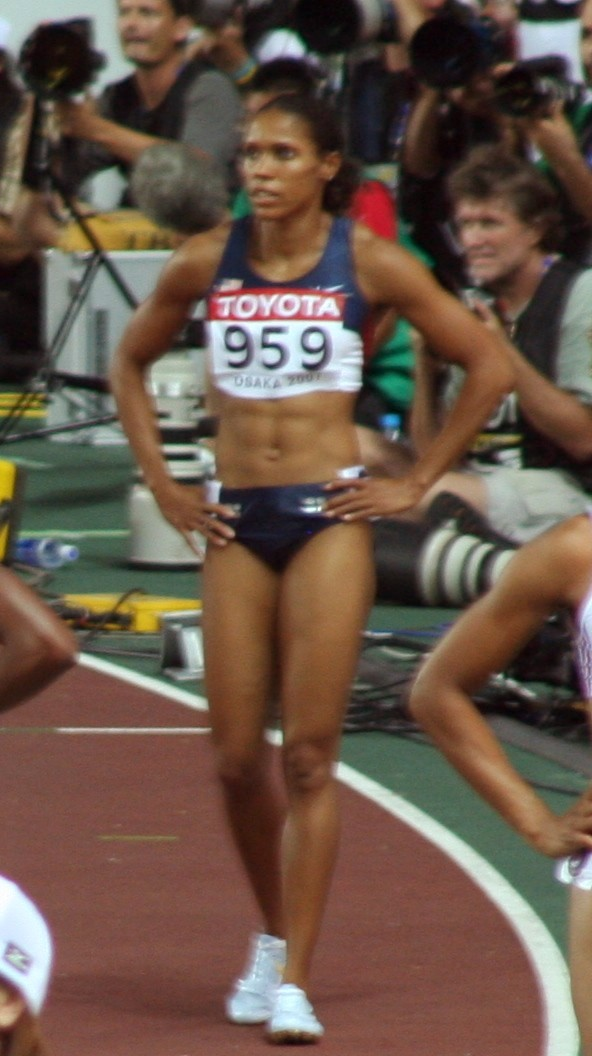
Torri Edwards – ausgeschieden als Fünfte des ersten Viertelfinals
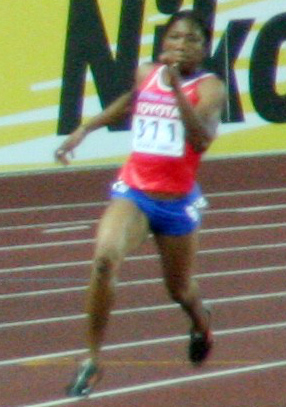
Cydonie Mothersille – ausgeschieden als Siebte des ersten Viertelfinals

22. September 2000, 20:15 Uhr
Wind: +0,3 m/s
| Platz | Name                     | Nation         | Zeit (s) | Anmerkung                                  |
| ----- | ------------------------ | -------------- | -------- | ------------------------------------------ |
| 1     | Merlene Ottey            | Jamaika        | 11,08    |                                            |
| 2     | Debbie Ferguson-McKenzie | Bahamas        | 11,18    |                                            |
| 3     | Mercy Nku                | Nigeria        | 11,26    |                                            |
| 4     | Christine Arron          | Frankreich     | 11,26    |                                            |
| 5     | Torri Edwards            | USA            | 11,32    | eigentlich für das Halbfinale qualifiziert |
| 6     | Anschela Krawtschenko    | Ukraine        | 11,32    |                                            |
| 7     | Monica Twum              | Ghana          | 11,70    |                                            |
| 9     | Cydonie Mothersille      | Cayman Islands | 11,81    |                                            |

### Lauf 2
22. September 2000, 20:21 Uhr
Wind: +1,0 m/s
| Platz | Name                       | Nation       | Zeit (s) |                               |
| ----- | -------------------------- | ------------ | -------- | ----------------------------- |
| 1     | Ekaterini Thanou           | Griechenland | 10,99    |                               |
| 2     | Tayna Lawrence             | Jamaika      | 11,11    |                               |
| 3     | Melinda Gainsford-Taylor   | Australien   | 11,24    |                               |
| 4     | Petja Pendarewa            | Bulgarien    | 11,36    |                               |
| 5     | Hanitriniaina Rakotondrabé | Madagaskar   | 11,51    |                               |
| 6     | Iryna Pucha                | Ukraine      | 11,54    |                               |
| 7     | Joan Ekah                  | Nigeria      | 11,67    |                               |
| DOP   | Marion Jones               | USA          | 10,83    | für das Halbfinale zugelassen |

### Lauf 3

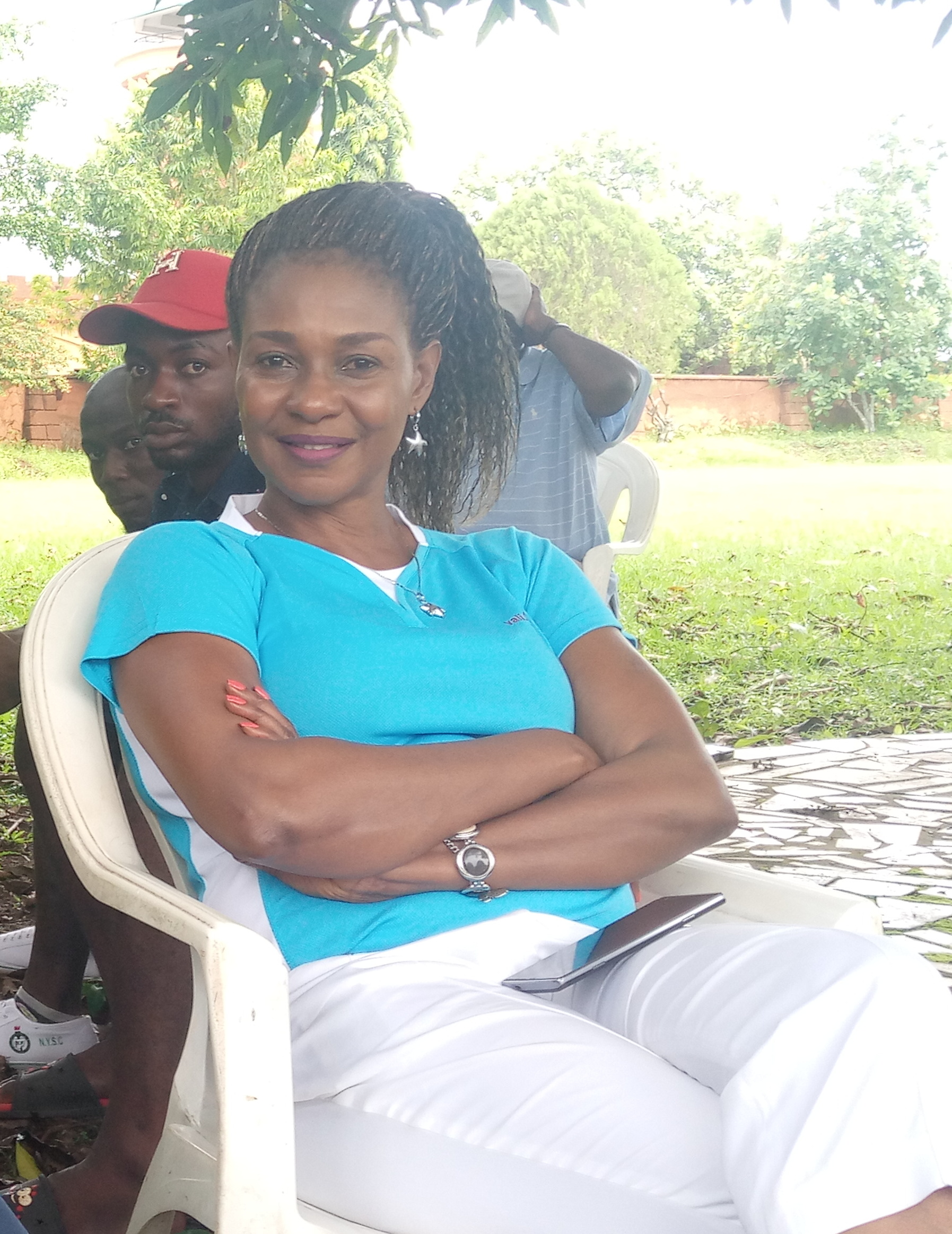
Mary Onyali-Omagbemi (Foto: 2017) erreichte als Fünfte des dritten Viertelfinals nicht das Semifinale
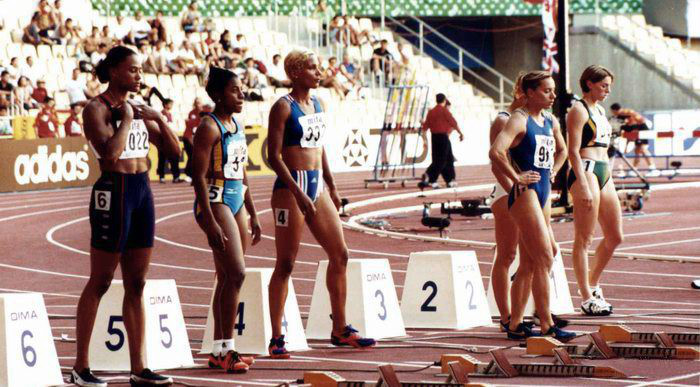
Lauren Hewitt (ganz rechts bei einem Rennen in Sevilla im Jahr 1999) scheiterte als Sechste des dritten Viertelfinals

22. September 2000, 20:27 Uhr
Wind: +0,3 m/s
| Platz | Name                 | Nation              | Zeit (s) |
| ----- | -------------------- | ------------------- | -------- |
| 1     | Schanna Block        | Ukraine             | 11,08    |
| 2     | Chryste Gaines       | USA                 | 11,21    |
| 3     | Chandra Sturrup      | Bahamas             | 11,22    |
| 4     | Beverly McDonald     | Jamaika             | 11,26    |
| 5     | Mary Onyali-Omagbemi | Nigeria             | 11,40    |
| 6     | Lauren Hewitt        | Australien          | 11,54    |
| 7     | Valma Bass           | St. Kitts und Nevis | 11,60    |
| 8     | Sandra Citte         | Frankreich          | 11,63    |

### Lauf 4
22. September 2000, 20:33 Uhr
Wind: +0,7 m/s
| Platz | Name                  | Nation              | Zeit (s) |
| ----- | --------------------- | ------------------- | -------- |
| 1     | Sevatheda Fynes       | Bahamas             | 11,10    |
| 2     | Vida Nsiah            | Ghana               | 11,19    |
| 3     | Myriam Léonie Mani    | Kamerun             | 11,23    |
| 4     | Susanthika Jayasinghe | Sri Lanka           | 11,23    |
| 5     | Li Xuemei             | Volksrepublik China | 11,46    |
| 6     | Natalja Ignatowa      | Russland            | 11,47    |
| 7     | Sarah Reilly          | Irland              | 11,5     |
| 8     | Lyubov Perepelova     | Usbekistan          | 11,59    |

## Halbfinale

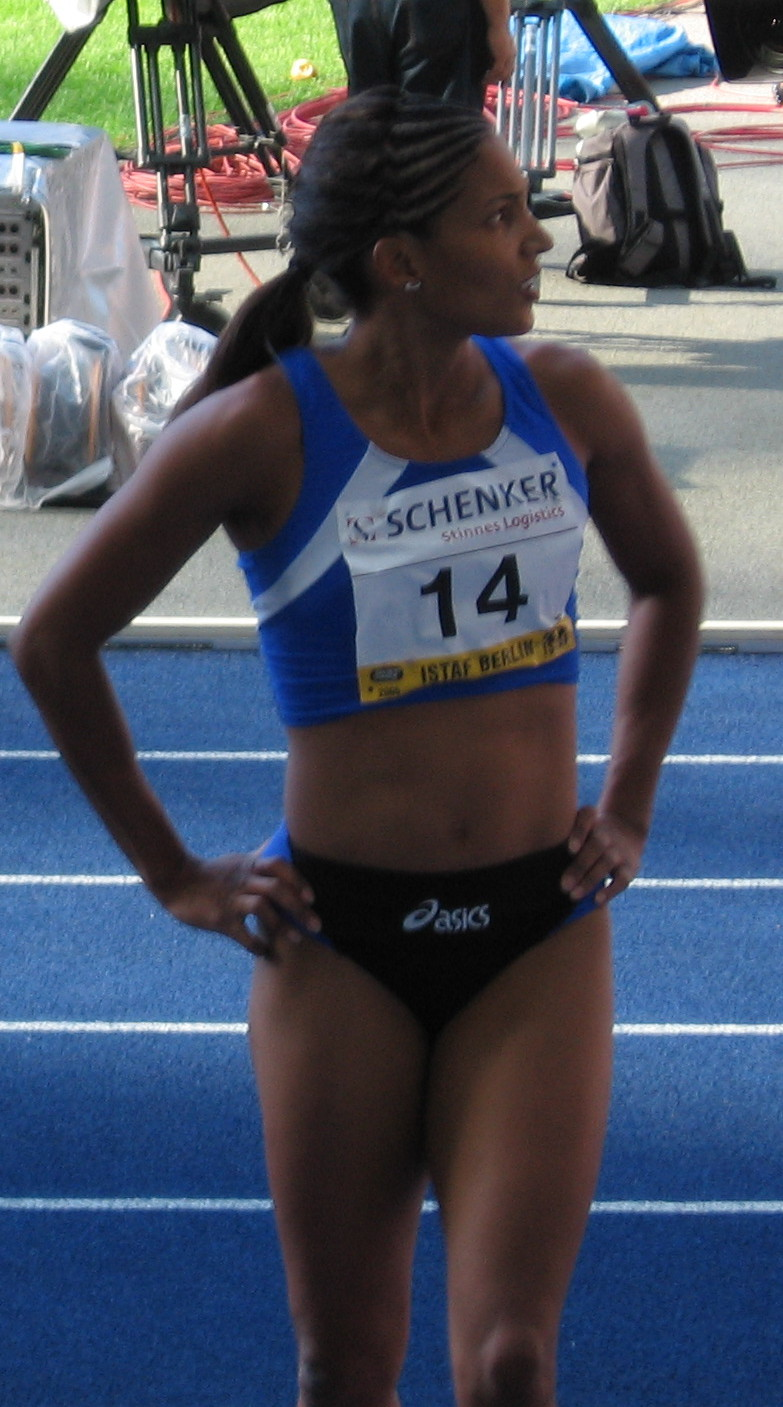
Europameisterin Christine Arron schied als Siebte des ersten Halbfinals aus

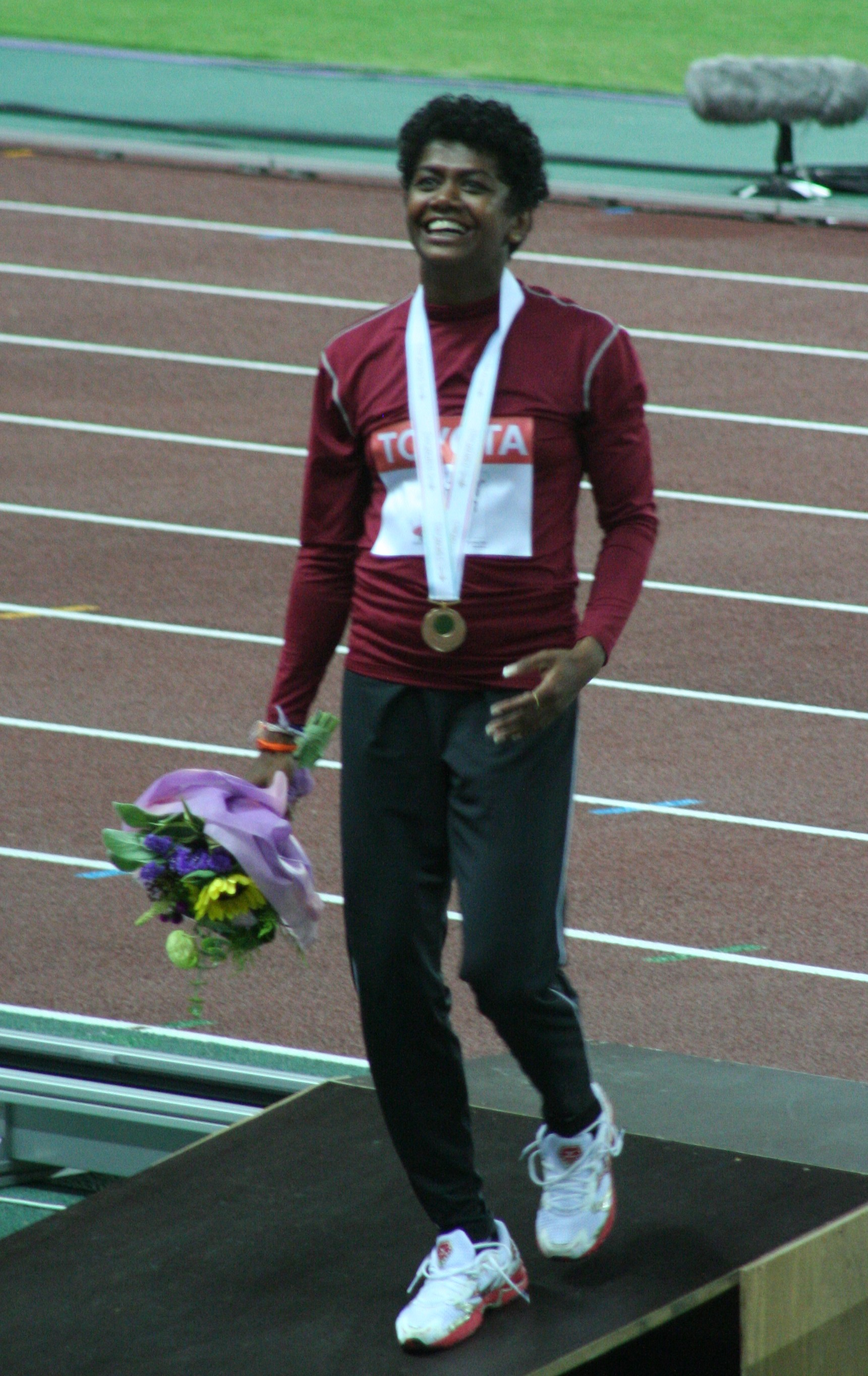
Susanthika Jayasinghe – ausgeschieden als Sechste des zweiten Halbfinals

Für das Finale qualifizierten sich in den beiden Läufen die jeweils ersten vier Läuferinnen (hellblau unterlegt).

### Lauf 1
23. September 2000, 18:30 Uhr
Wind: −0,5 m/s
| Platz | Name                     | Nation     | Zeit (s) |
| ----- | ------------------------ | ---------- | -------- |
| 1     | Merlene Ottey            | Jamaika    | 11,22    |
| 2     | Chandra Sturrup          | Bahamas    | 11,31    |
| 3     | Schanna Block            | Ukraine    | 11,32    |
| 4     | Debbie Ferguson-McKenzie | Bahamas    | 11,34    |
| 5     | Vida Nsiah               | Ghana      | 11,37    |
| 6     | Myriam Léonie Mani       | Kamerun    | 11,40    |
| 7     | Christine Arron          | Frankreich | 11,42    |
| 8     | Melinda Gainsford-Taylor | Australien | 11,45    |

### Lauf 2
23. September 2000, 18:37 Uhr
Wind: −1,1 m/s
| Platz | Name                  | Nation       | Zeit (s) | Anmerkung                              |
| ----- | --------------------- | ------------ | -------- | -------------------------------------- |
| 1     | Ekaterini Thanou      | Griechenland | 11,10    |                                        |
| 2     | Tayna Lawrence        | Jamaika      | 11,12    |                                        |
| 3     | Sevatheda Fynes       | Bahamas      | 11,16    |                                        |
| 4     | Chryste Gaines        | USA          | 11,23    | eigentlich für das Finale qualifiziert |
| 5     | Beverly McDonald      | Jamaika      | 11,31    |                                        |
| 6     | Susanthika Jayasinghe | Sri Lanka    | 11,33    |                                        |
| 7     | Mercy Nku             | Nigeria      | 11,56    |                                        |
| DOP   | Marion Jones          | USA          | 11,01    | für das Finale zugelassen              |

## Finale
23. September 2000, 20:05 Uhr
Wind: −0,4 m/s
| Platz | Name                                                               | Nation                                                             | Zeit (s)                                                           |
| ----- | ------------------------------------------------------------------ | ------------------------------------------------------------------ | ------------------------------------------------------------------ |
| 1     | Goldmedaille nach Disqualifikation von Marion Jones nicht vergeben | Goldmedaille nach Disqualifikation von Marion Jones nicht vergeben | Goldmedaille nach Disqualifikation von Marion Jones nicht vergeben |
| 2     | Ekaterini Thanou                                                   | Griechenland                                                       | 11,12                                                              |
| 2     | Tayna Lawrence                                                     | Jamaika                                                            | 11,18                                                              |
| 3     | Merlene Ottey                                                      | Jamaika                                                            | 11,19                                                              |
| 4     | Schanna Block                                                      | Ukraine                                                            | 11,20                                                              |
| 5     | Chandra Sturrup                                                    | Bahamas                                                            | 11,21                                                              |
| 6     | Sevatheda Fynes                                                    | Bahamas                                                            | 11,22                                                              |
| 7     | Debbie Ferguson-McKenzie                                           | Bahamas                                                            | 11,29                                                              |
| DOP   | Marion Jones                                                       | USA                                                                | 10,87                                                              |

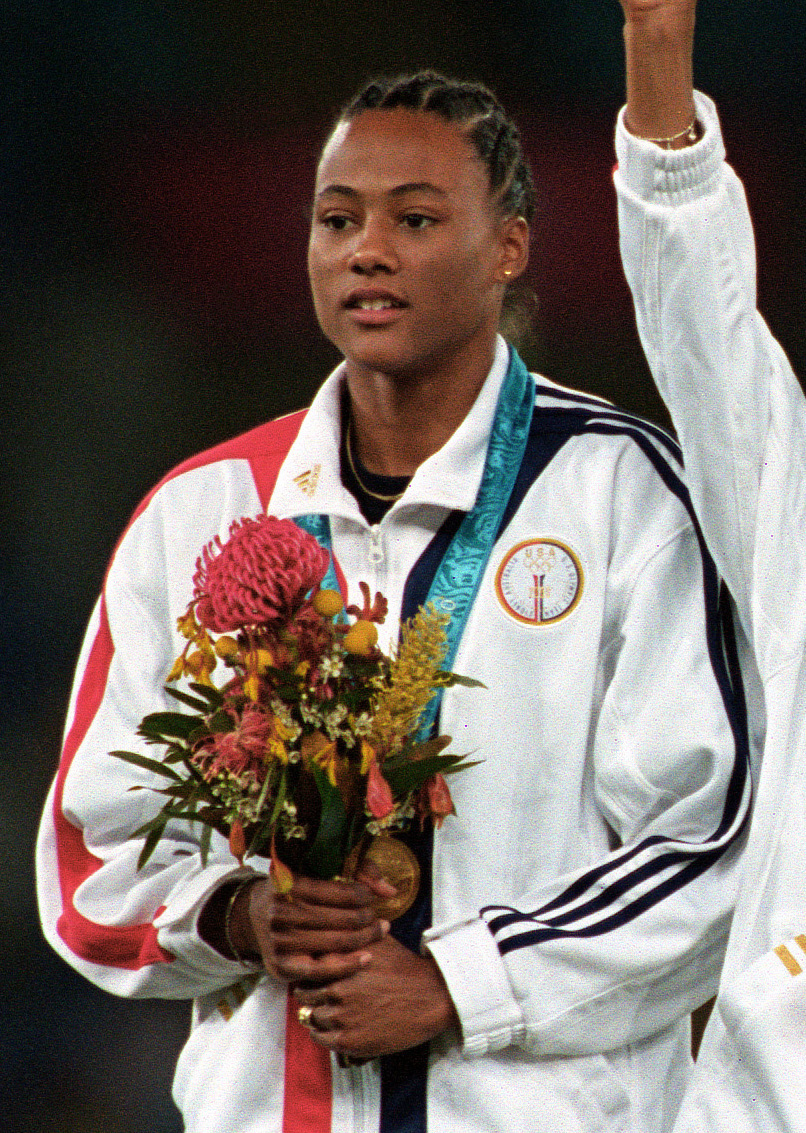
Marion Jones wurde wegen Dopingvergehens die Goldmedaille aberkannt

Für das Finale hatten sich alle drei Athletinnen von den Bahamas und zwei Jamaikanerinnen qualifiziert. Komplettiert wurde das Finalfeld durch je eine Starterin aus Griechenland, der Ukraine und den USA.
Eindeutige Favoritin war die US-Amerikanerin Marion Jones, die als amtierende Weltmeisterin nach Sydney gekommen war und die Sprintszene bei den Frauen seit 1997 beherrschte. Anwärterinnen auf die Medaillen hinter ihr waren vor allem die griechische WM- und EM-Dritte Ekaterini Thanou, die Ukrainerin Schanna Block – früher bekannt unter ihrem Namen Schanna Pintussewitsch – als WM- und EM-Vierte, die Silbermedaillengewinnerin von 1996 Merlene Ottey aus Jamaika sowie die französische Europameisterin und WM-Sechste Christine Arron, die allerdings bereits im Halbfinale ausgeschieden war.
Das Finalrennen wurde nach schwachem Start zunächst zu einer Demonstration für Jones Schnelligkeit. Bis zur Streckenhälfte führte die am besten gestartete Jamaikanerin Tayna Lawrence. Doch dann stürmte Marion Jones an die Spitze und lag im Ziel weit vorne. Sie hatte einen Vorsprung von 37 Hundertstelsekunden auf die Griechin Ekaterini Thanou. Sechs Hundertstelsekunden hinter ihr folgte Tayna Lawrence vor Merlene Ottey, Schanna Block und den drei Sprinterinnen von den Bahamas Chandra Sturrup, Sevatheda Fynes und Debbie Ferguson-McKenzie.
Diese vorerst offizielle Reihenfolge hatte zwar für mehrere Jahre Bestand, blieb jedoch nicht endgültig, denn Jones hatte sich unlauterer Mittel bedient. In diesem Fall wurde der zweitplatzierten Ekaterini Thanou nach Entscheidung des IOC aufgrund von Thanous eigener Verwicklung in die Dopingproblematik die Goldmedaille nicht zugestanden, der Griechin blieb allerdings Silber – Näheres dazu oben im Abschnitt "Doping". Tayna Lawrence und Merlene Ottey, beide aus Jamaika, rückten dafür jeweils einen Platz auf. Lawrence erhielt nachträglich eine Silber-, Ottey eine Bronzemedaille.
Ekaterini Thanou war die erste griechische Medaillengewinnerin in dieser Disziplin.

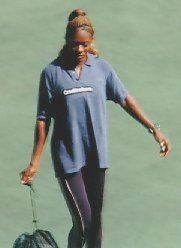
Bronzemedaillengewinnerin Merlene Ottey
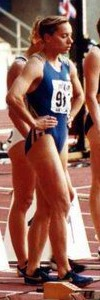
Schanna Block belegte im Finale Rang vier
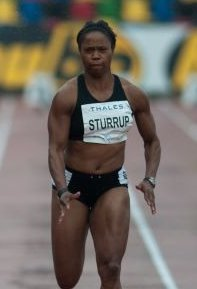
Die Olympiafünfte Chandra Sturrup
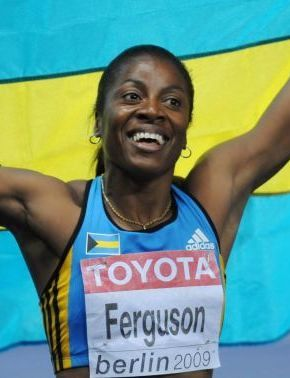
Debbie Ferguson-McKenzie wurde Olympiasiebte

## Videolinks
- Women's 100M Final - Sydney 2000 (Marion Jones, Ekaterini Thanou, Tayna Lawrence, Merlene Ottey), youtube.com, abgerufen am 3. Februar 2022
- Marion Jones wins Gold Medal 2000 Olympics 100 Meters, youtube.com, abgerufen am 3. Februar 2022
- Marion Jones stripped of 5 Olympic medals after drug admission, youtube.com, abgerufen am 3. April 2018
- Marion Jones Admits to Steroid Use Prior to the 2000 Olympic Games, youtube.com, abgerufen am 3. April 2018